# Elezioni presidenziali in Cile del 1952
Le elezioni presidenziali in Cile del 1952 si tennero il 4 settembre. Esse videro la vittoria di Carlos Ibáñez del Campo del Partito Socialista Popolare, che divenne Presidente.

## Quadro politico

### Partito Radicale del Cile
Il Partito Radicale del Cile assieme a gruppi di tendenza social-cristiana appoggiarono la candidatura di Pedro Enrique Alfonso. Auspicano la vittoria per la continuazione del governo dei radicali di centrosinistra.

### Partito Socialista del Cile
Il Partito Socialista del Cile appoggia la candidatura del senatore Salvador Allende che si presentò per la prima volta alla Presidenza della Repubblica. Il Partito Comunista del Cile diede il proprio appoggio ma la maggior parte dei socialisti decise di appoggiare il candidato indipendente Carlos Ibáñez del Campo.

### Partito Socialista Popolare
Il Partito Socialista Popolare, insieme al Partito Agrario Laburista, a gruppi minori democristiani e nazionalisti, al Partito Femminile del Cile ed al Partito Progressista Femminile, decisero di appoggiare la candidatura di Carlos Ibáñez del Campo ex Presidente durante gli anni venti e candidato di tendenza nazionalista e populista. Nel periodo post presidenziale occupò la carica di senatore indipendente per Santiago Oriente.

### Partito Liberale
Arturo Matte è candidato del Partito Liberale, incarnante l'anima liberale e liberal-conservatrice della vita politica cilena.

### Campagna
Inizialmente la campagna elettorale partì con la polarizzazione tra le candidature di Alfonso e Matte rispettivamente rappresentante il radicalismo e la destra del Cile. Obiettivo del socialista Allende è strappare voti al gen. Ibáñez che potrebbero confluire nella sua candidatura. La forza del generale stava nella sua presidenza quando il paese conobbe un forte sviluppo e da una strenua lotta alla corruzione che portò ad un miglioramento della vita politica del Cile. Forte di questa esperienza il generale risultò successivamente favorito alla competizione elettorale.

## Risultati
| Candidati                     | Liste                       | Voti    | %     | Voti del Congresso |
| ----------------------------- | --------------------------- | ------- | ----- | ------------------ |
| Carlos Ibáñez del Campo       | Partito Socialista Popolare | 446.439 | 46,79 | 132                |
| Arturo Matte Larraín          | Partito Liberale            | 265.357 | 27,81 | 12                 |
| Pedro Enrique Alfonso Barrios | Partito Radicale del Cile   | 190.360 | 19,95 | -                  |
| Salvador Allende              | Partito Socialista del Cile | 51.975  | 5,45  | -                  |
| Totale                        | Totale                      | 954.131 |       | 144                |